# Paul Weindling

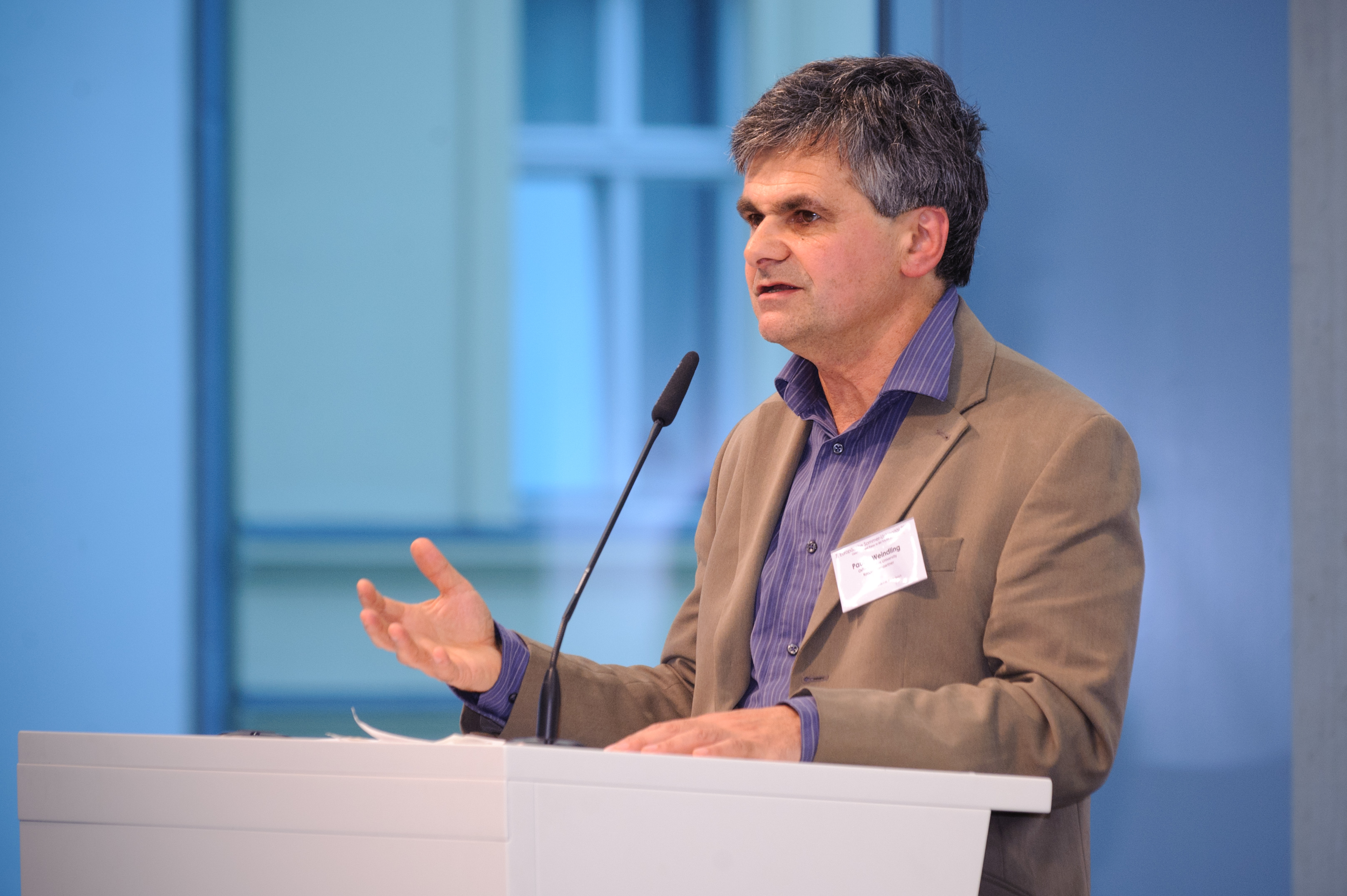
Paul Weindling, 2011

Paul Julian Weindling (geboren 24. Juli 1953 in Perivale, Middlesex) ist ein britischer Medizinhistoriker.

## Leben
Paul Weindling ist Sohn eines vor den Nationalsozialisten aus Österreich emigrierten Zahnarztes und einer mit einem Kindertransport nach England gelangten Österreicherin. Der Jazz-Promoter Oliver Weindling ist ein Bruder von ihm. Er studierte Geschichte an der University of Oxford, machte seinen MA am University College London und wurde dort auch promoviert. Von 1978 bis 1998 arbeitete er an der „Wellcome Unit for the History of Medicine“ an der University of Oxford. 1998 wurde er an die Oxford Brookes University als Forschungsprofessor für Geschichte der Medizin berufen.
Weindling war von 1999 bis 2004 Mitglied der Forschungsgruppe bei der Max-Planck-Gesellschaft, die die Geschichte der Kaiser-Wilhelm-Gesellschaft in der Zeit des Nationalsozialismus erforschte.
Er war in der Leitung eines Projektes des Arts and Humanities Research Council über die jüdisch-deutsche Emigration. Er arbeitete auch über die Geschichte des Robert Koch-Instituts. Er führte Beratungsaufgaben für die DFG, das Centre national de la recherche scientifique (CNRS) und den Schweizerischen Nationalfonds durch und berät die deutsche Stiftung „Erinnerung, Verantwortung und Zukunft“.
Er leitet seit 2014 eine Gruppe, die die Geschichte der deutschen Psychiatrie im Nationalsozialismus erforscht.
Weindling hat unter anderem über die Geschichte der Eugenik, über das öffentliche Gesundheitswesen und über Krankheitsbilder im 20. Jahrhundert veröffentlicht. Er arbeitet auch biografisch und hat eine Biografie über den Psychiater John West Thompson vorgelegt.
Weindling engagiert sich als Trustee beim Council for Assisting Refugee Academics.
2014 wurde er in die Leopoldina gewählt, 2015 erhielt er einen Anneliese-Maier-Forschungspreis.

## Schriften (Auswahl)
- Victims and Survivors of Nazi Human Experiments. Science and Suffering in the Holocaust. Bloomsbury Academic, 2014, ISBN 978-1-4411-7990-6, S. xviii + 312.
- In Defence of Learning: The Plight, Persecution, and Placement of Academic Refugees, 1933-1980s, 2011
- International Relations in Psychiatry: Britain, Germany, and the United States to World War II, 2010
- John W. Thompson: Psychiatrist in the Shadow of the Holocaust. Rochester Studies in Medical History, Rochester, NY: Rochester University Press 2010
- mit Marius Turda: Blood And Homeland. Central European University Press. 2006
- Nazi Medicine and the Nuremberg Trials: From Medical Warcrimes to Informed Consent. Basingstoke, Palgrave-Macmillan: 2004
- Epidemics and Genocide in Eastern Europe, 1890-1945. Oxford: Oxford University Press, 2000
- L’hygiène de la race. L’hygiène raciale et l’eugénisme médical en l’allemagne 1870-1933. Paris: La Découverte, 1998
- International health organisations and movements : 1918-1939.  Cambridge University Press, Cambridge 1995
- Health, race and German politics between national unification and Nazism, 1870–1945. Cambridge University Press, Cambridge 1989 (Taschenbuchausgabe 1993; ISBN 0-521-42397-X).
- Darwinism and Social Darwinism in Imperial Germany: The Contribution of the Cell Biologist Oscar Hertwig (1849 - 1922). = Forschungen zur Medizin- und Biologiegeschichte vol. 3, Stuttgart: G. Fischer, 1991
- „Mustergau“ Thüringen. Rassenhygiene zwischen Ideologie und Machtpolitik. In: Norbert Frei (Hrsg.): Medizin und Gesundheitspolitik in der NS-Zeit. München 1991 (= Schriften der Vierteljahrshefte für Zeitgeschichte. Sondernummer). S. 81–97.